# Tragia pinnata
Tragia pinnata là một loài thực vật có hoa trong họ Đại kích. Loài này được (Poir.) A.Juss. miêu tả khoa học đầu tiên năm 1824.